# Transports au Luxembourg

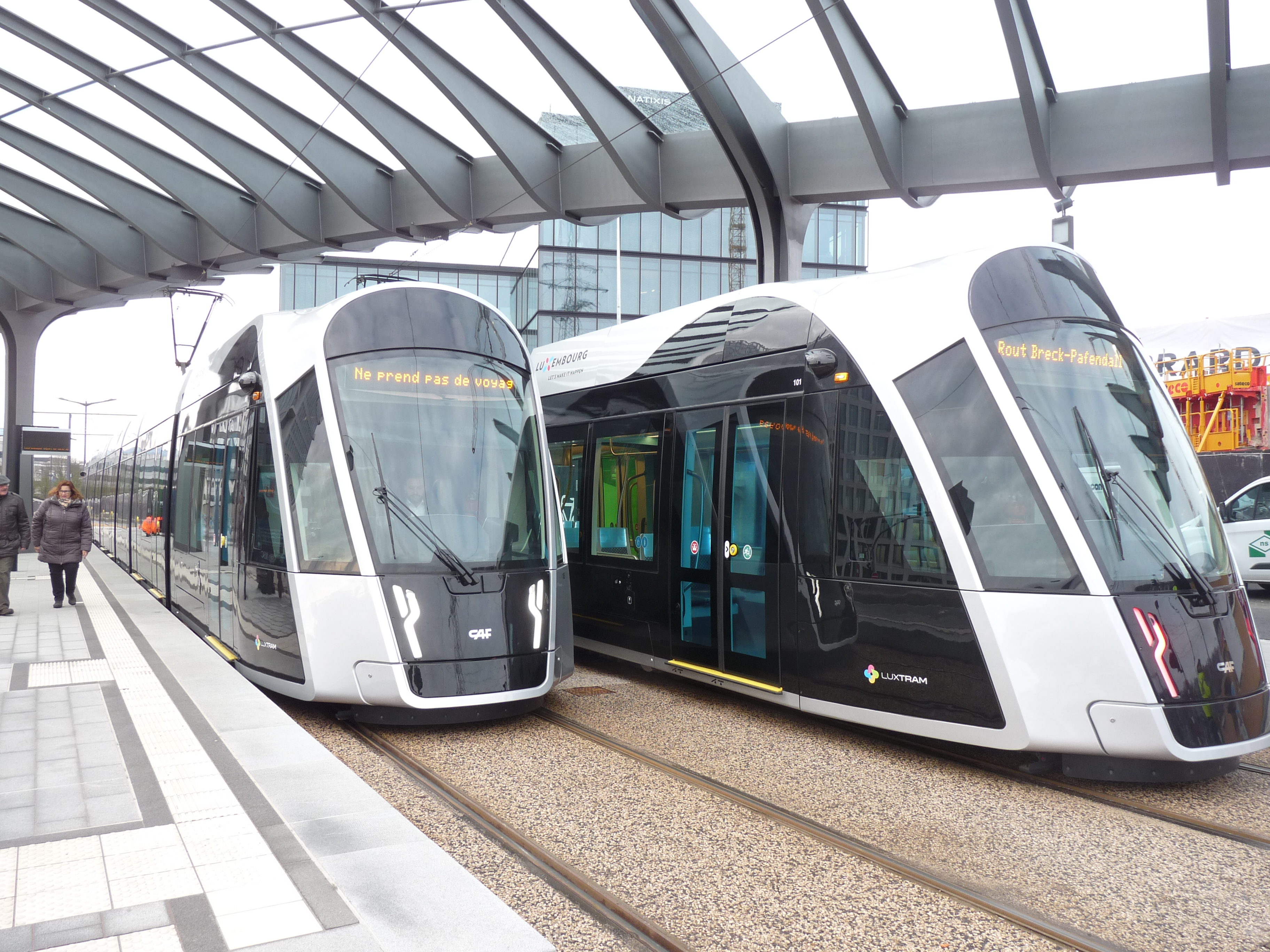
Le 29 février 2020, le Luxembourg est le premier pays a offrir des transports publics gratuits sur tout son territoire.

Le transport au Luxembourg est assuré essentiellement par voie terrestre ou aérienne, bien que la Moselle, qui forme une partie de la frontière avec l'Allemagne, soit aussi un axe important. Le réseau routier a été considérablement modernisé et développé en direction des pays frontaliers et la mise en place de liaisons en TGV depuis Paris a amené à la modernisation de la gare de Luxembourg en 2007, tandis que l'aérogare de l'aéroport de Luxembourg-Findel a été modernisé.
Le pays est couvert par trois principaux réseaux de transport en commun en train, autobus et autocars et le tramway de Luxembourg. Face aux grandes difficultés de circulation routière, depuis le 29 février 2020, le Luxembourg, sur l'ensemble du pays et à l'exception de la 1re classe des trains, de certaines navettes communales et des trajets transfrontaliers, applique la gratuité totale des bus, tramways et trains,. Le 1er juillet 2018, le pays avait déjà ouvert cette gratuité à tous les moins de vingt ans. Cette décision a ouvert la gratuité des bus, tramways et trains aux 680 000 habitants du grand-duché, aux visiteurs ainsi qu'aux 200 000 frontaliers qui viennent travailler sur son territoire.

## Transport ferroviaire

### Chemins de fer
Le réseau ferroviaire luxembourgeois est l'épine dorsale des transports en commun du grand-duché. Le réseau est constitué en étoile autour de la gare de Luxembourg, la plus importante gare du pays et la longueur totale de l'installation ferroviaire luxembourgeoise est de 275 km dont 263 km électrifiés en courant alternatif 25 kV 50 Hz (norme française).
Le réseau est exploité par la société nationale des chemins de fer luxembourgeois (CFL) qui exploite des lignes régulières vers Ettelbruck, Esch-sur-Alzette, Wasserbillig et Kleinbettingen notamment. La situation du Luxembourg fait que de nombreuses liaisons internationales exploitées par les compagnies des pays voisins desservent le pays, comme le TGV Est européen depuis juin 2007, qui relie Paris à Luxembourg en 2 h 5.
Le pays dispose d'un important terminal combiné, accueillant notamment une autoroute ferroviaire, la gare multimodale de Bettembourg. Elle jouxte la principale gare de triage du pays, la gare de triage de Bettembourg.

### Tramways et funiculaires
Entre le XIXe siècle et le milieu du XXe siècle, le pays compta deux réseaux de tramways, un à Luxembourg et un dans le canton d'Esch-sur-Alzette, qui furent démantelés au profit du développement des autobus et de la voiture individuelle. Le nouveau tramway de Luxembourg est mis en service en décembre 2017 et contribue à décongestionner la capitale ; d'abord mis en service au Kirchberg, en lien avec le funiculaire Pfaffenthal-Kirchberg, le premier du pays, la ligne est prolongée au Limpertsberg en juillet 2018 puis à la gare de Luxembourg en décembre 2020 et relie depuis le 2 mars 2025 l'aéroport de Luxembourg-Findel au stade de Luxembourg en desservant notamment le Kirchberg, la Ville-Haute et la gare de Luxembourg. 
Cette mise en place de tramway permet de réorganiser et/ou de supprimer certaines lignes d'autobus, en particulier au sein du réseau municipal de la capitale, afin d'éviter le surplus d'affluence sur le réseau routier.

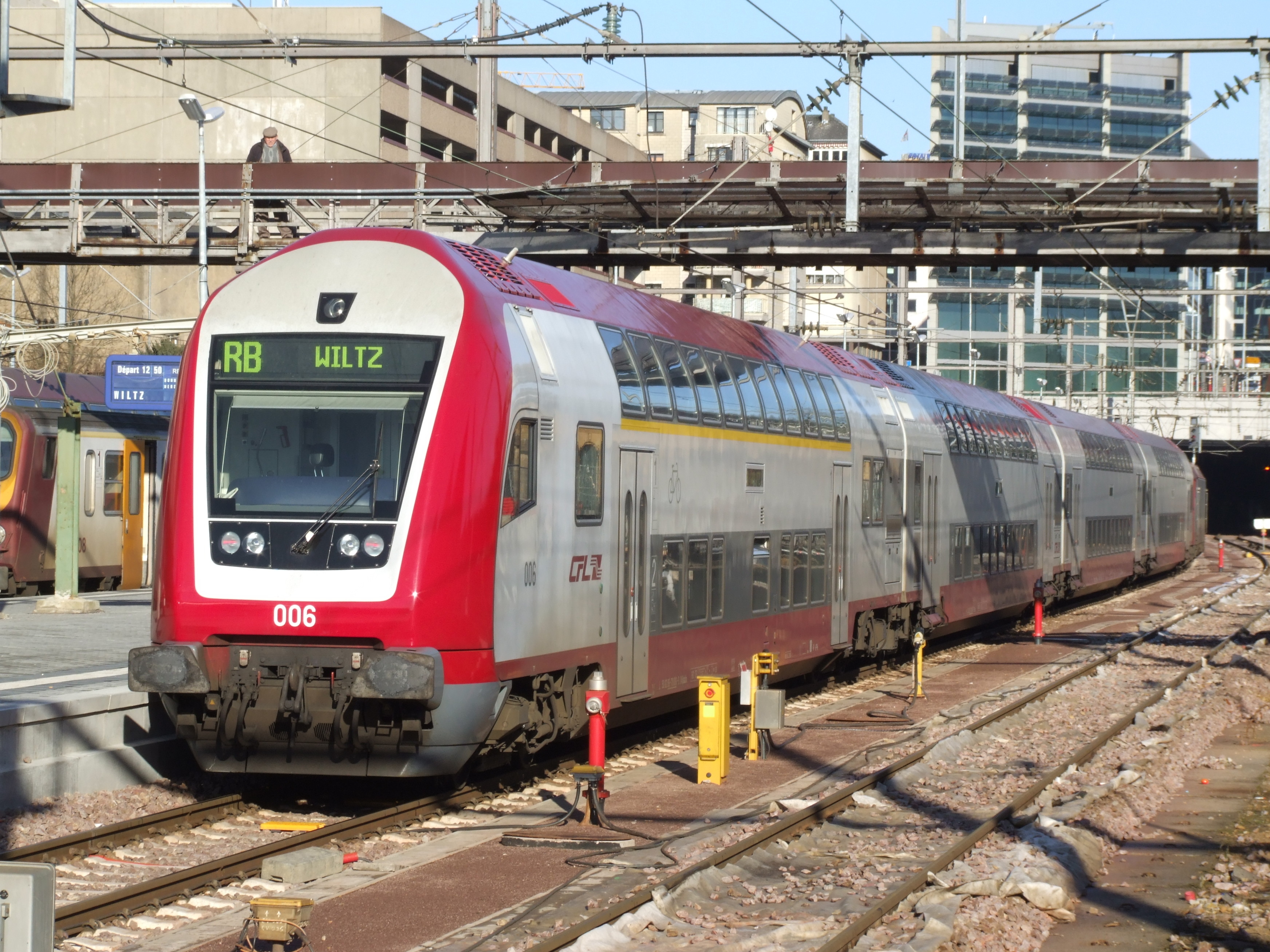
Un train des CFL quittant la gare de Luxembourg en direction de celle de Wiltz.
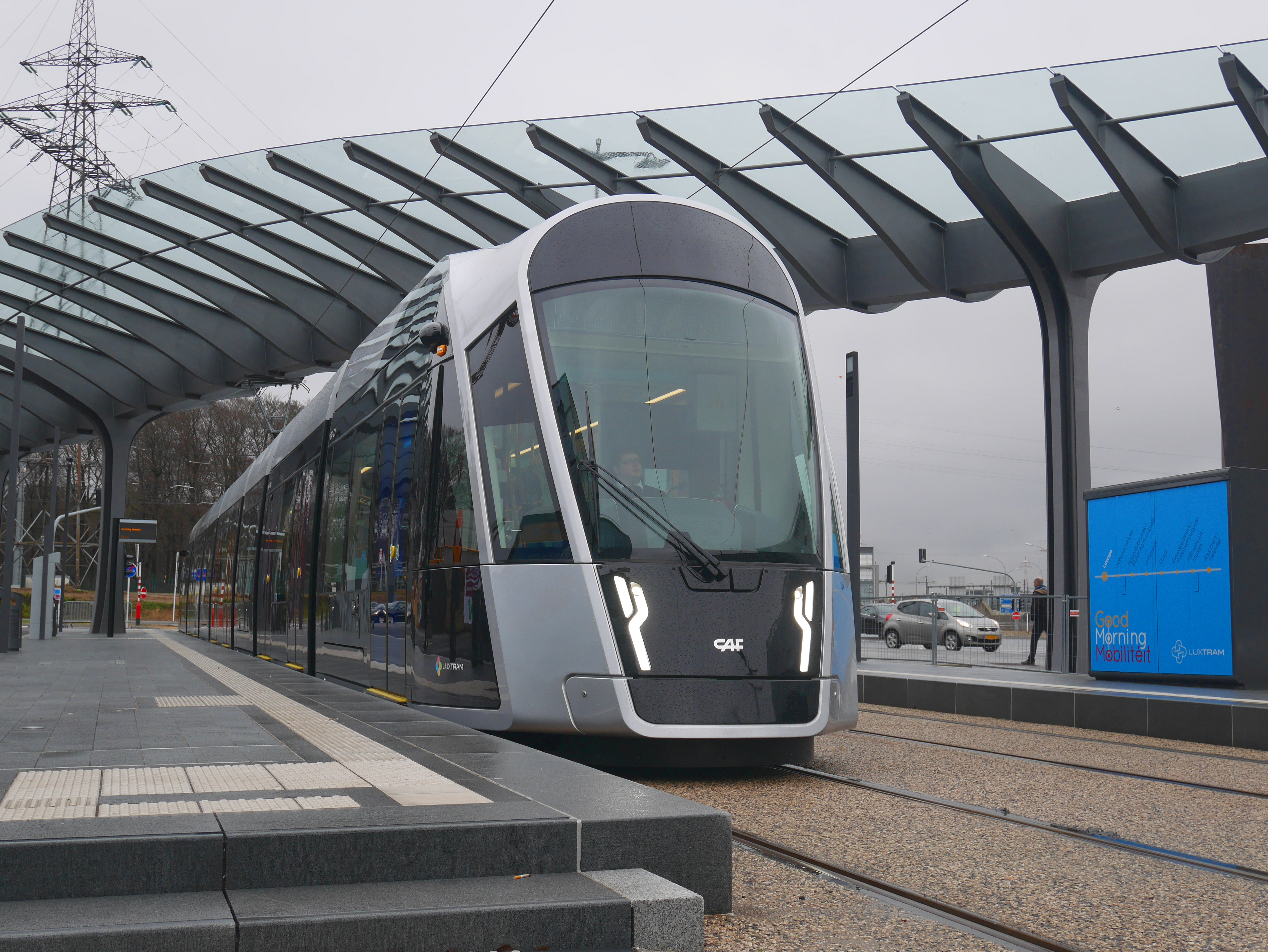
Un tramway de Luxembourg à la station Luxexpo.
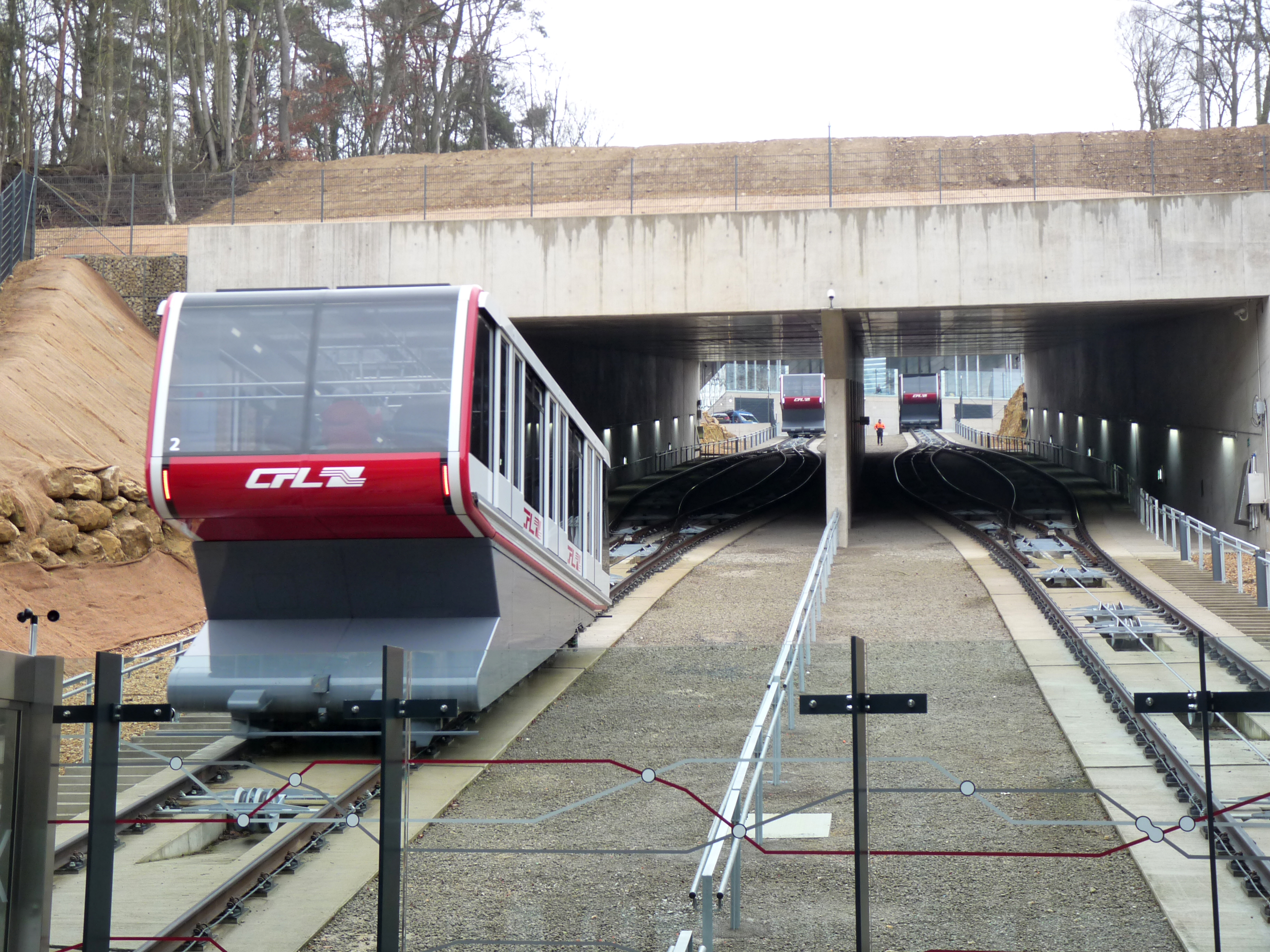
Le funiculaire Pfaffenthal-Kirchberg.

## Transport par câble
Outre la ligne de funiculaire, qui est techniquement un transport par câble, on peut citer trois autres modes de transport tracté par câble au grand-duché : le télésiège de Vianden, au nord du pays et qui est à vocation touristique, et les deux ascenseurs publics de la capitale, qui relient tous les deux la Ville-Haute à la vallée de l'Alzette : l'ascenseur du Grund au sud et l'ascenseur panoramique Pfaffenthal - Ville-Haute au nord.

## Transport routier

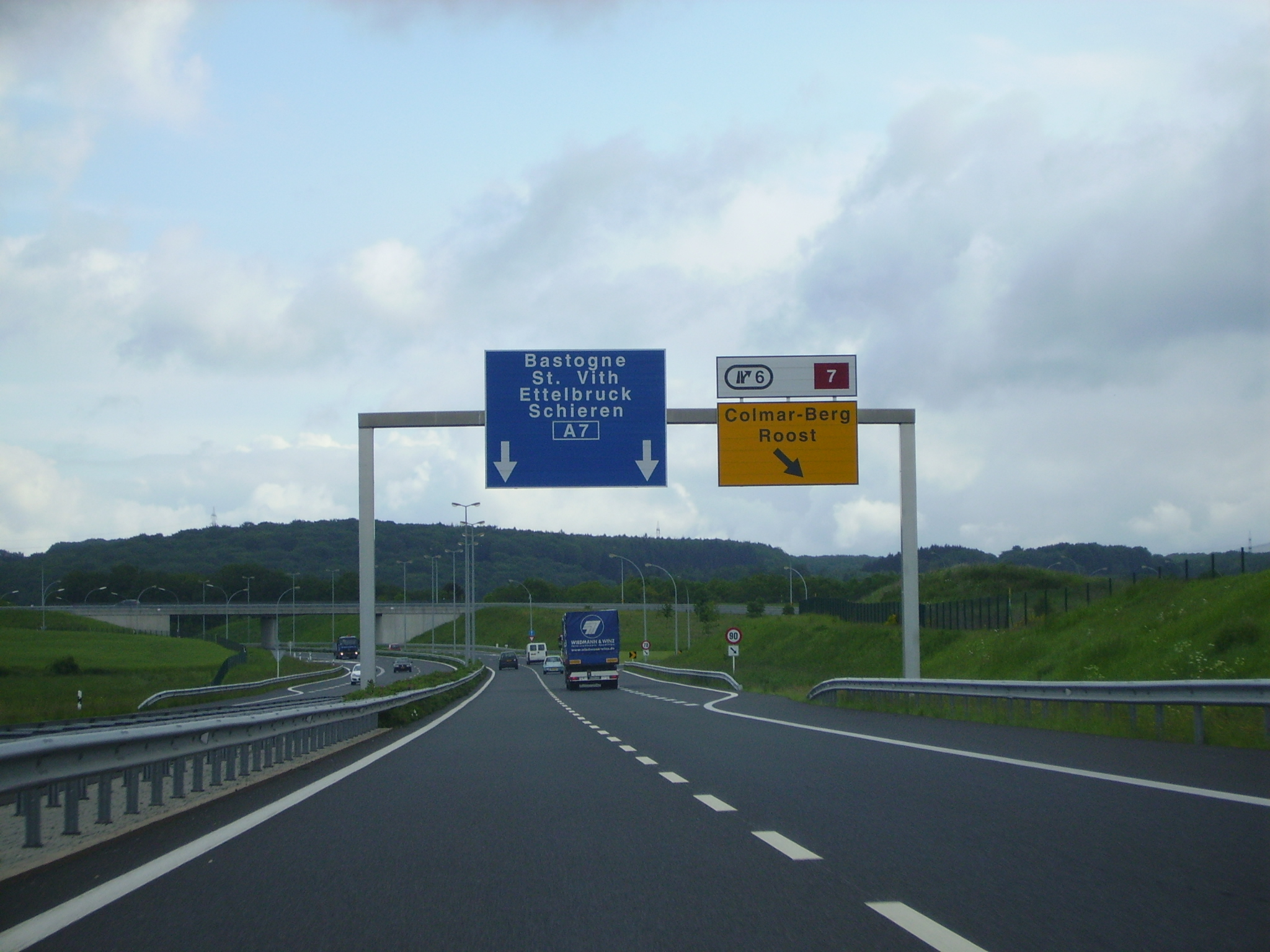
L'autoroute A7.

### Réseau routier
En dépit de sa faible superficie, le pays dispose d'un réseau routier dense, totalisant 5 189 km dont 2 965 km de routes gérées par l'État. Ce dernier est composé de six autoroutes représentant un réseau de 159 km, toutes gratuites, formant ainsi le réseau le plus dense d'Europe. Viennent ensuite un réseau de routes nationales de 798 km et enfin un réseau secondaire, les chemins repris, totalisant 2 022 km. Le reste est composé de voiries communales.
Le réseau autoroutier luxembourgeois a vu son trafic quadrupler entre 1985 et 2015, causant une saturation quasi-permanente du réseau. En cas de bouchons, le réseau routier secondaire est peu adapté à servir de réseau de délestage, soit en réseau de routes situées en pleine ville, soit à cause du relief rendant la circulation des camions difficile voire impossible.
Le pays voit passer un nombre important de travailleurs frontaliers allant travailler dans la capitale, importante place économique et financière, aggravant cette congestion routière.

### Par autobus et autocars

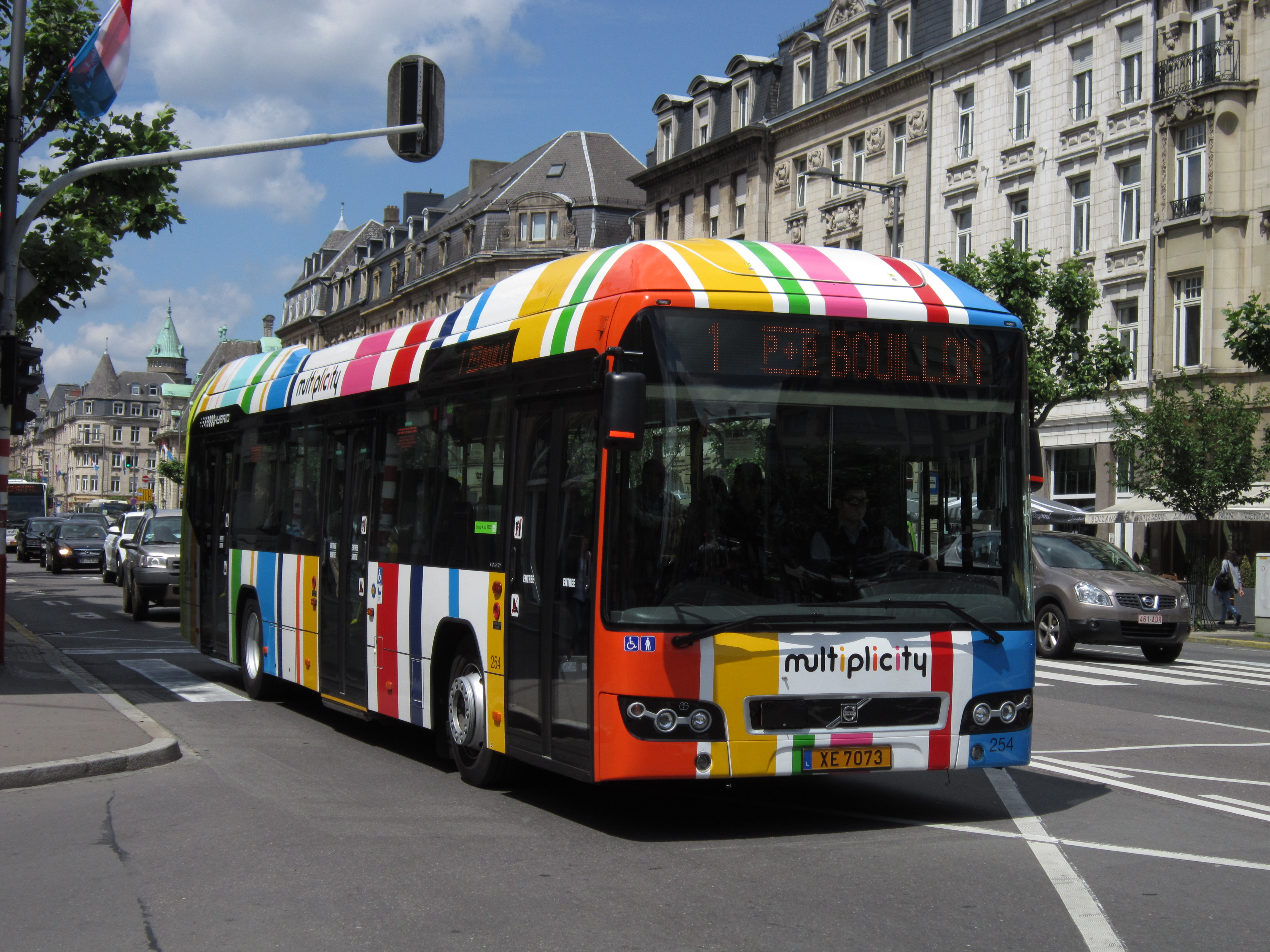
Un des autobus de la ville de Luxembourg.

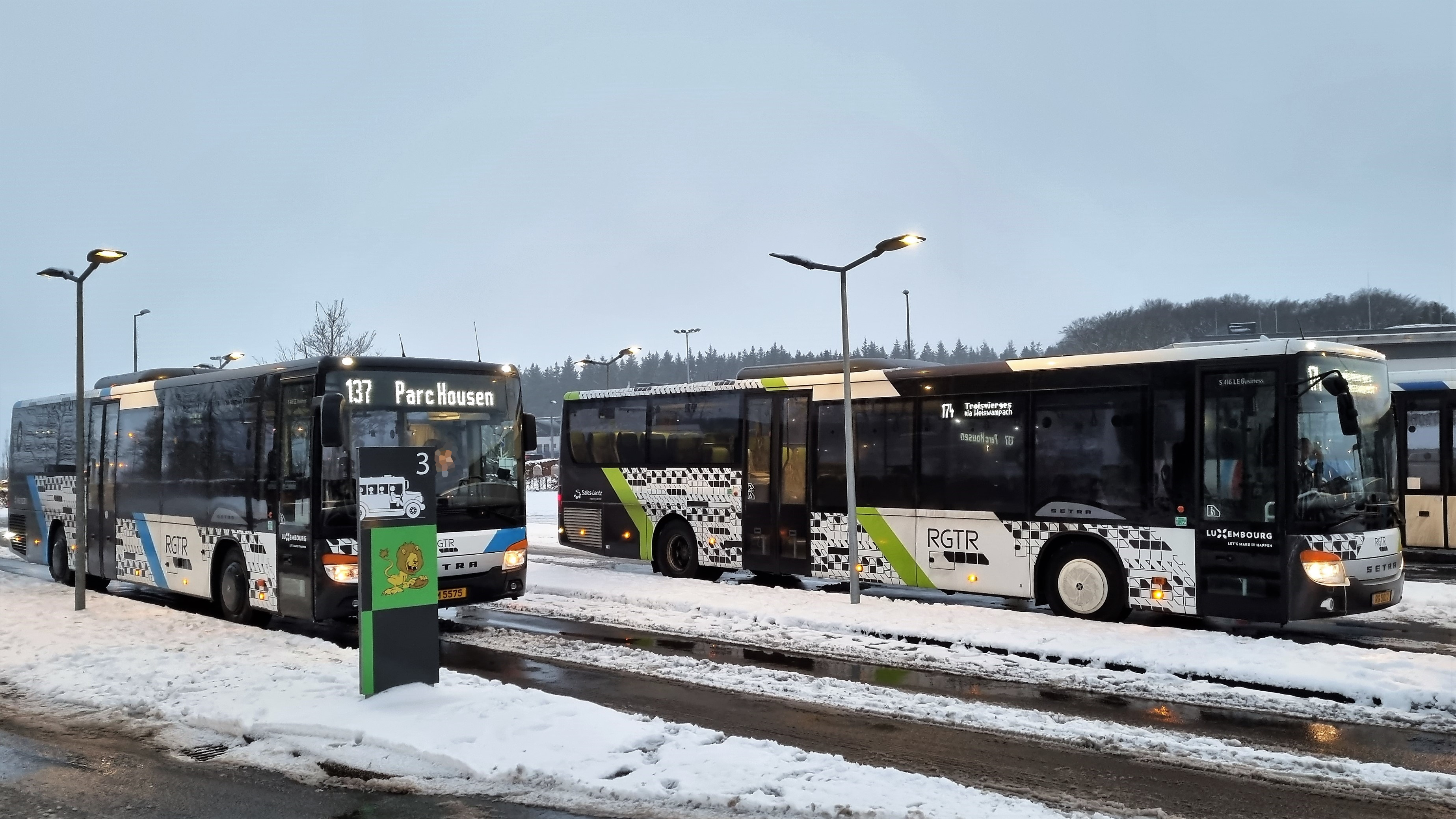
Des bus du RGTR.

Le Luxembourg est desservi par un important réseau de bus régional de 342 lignes couvrant la totalité du pays placé sous l'autorité du ministère de la Mobilité et des Travaux publics, le Régime général des transports routiers (RGTR), qui sous-traite l'exploitation à des transporteurs privés ainsi qu'aux CFL qui disposent aussi d'autobus.
En outre, on retrouve deux réseaux urbains principaux, tous les deux issus des anciens réseaux de tramways ayant existé jusqu'au milieu du XXe siècle :
- Les autobus de la ville de Luxembourg (AVL) qui desservent la capitale et les communes limitrophes à l'aide d'un réseau structuré autour du tramway composé de 32 lignes de bus régulières ;
- Le Transport intercommunal de personnes dans le canton d'Esch-sur-Alzette (TICE) qui dessert essentiellement le canton d'Esch-sur-Alzette, au sud du pays, à l'aide d'un réseau de 15 lignes de bus régulières.

Ces trois réseaux ainsi que le tramway de la capitale et le réseau ferroviaire sont coordonnées depuis 2021 par l'administration des transports publics. L'État, au travers du ministère de la Mobilité et des Travaux publics, n'intervient pas dans l'organisation des services de transport public locaux appelés « City-Bus » lorsqu'ils sont restreints au territoire d'une seule commune, dans le respect de l'autonomie communale et en vertu de l'article 2 de la loi du 12 juin 1965 sur les transports routiers.
Parmi ces « City-Bus », on retrouve plusieurs réseaux tels le Diffbus de Differdange et le City-Bus de Wiltz, ou encore la « Navette de Remich » ; souvent gratuits, ces réseaux sont payants dans certaines communes. Le week-end, des services de nuit sont assurés sur de nombreuses communes du pays, ces lignes sont appelées de façon générale des « Nightbus ». Enfin des offres de transport à la demande existent, qu'elles soient destinées aux personnes à mobilité réduite (Adapto), aux régions rurales du nord du pays (Bummelbus) ou aux personnes handicapées ayant des besoins spécifiques (Mobibus).

### Covoiturage et autopartage
Plusieurs services de covoiturage et d'autopartage existent au Luxembourg, malgré l'apparition récente de ce dernier concept au Grand-Duché (2015) : Ainsi, la ville de Luxembourg dispose d'un service d'autopartage nommé Carloh tandis que les CFL ont mis en place Flex.
L'utilisation des services d'autopartage reste toutefois assez faible, bien que le principe soit connu d'une part importante de la population, un sondage réalisé en 2018 montre que 68 % des sondés ne l'utilisent pas et n'envisagent pas de l'utiliser.
En ce qui concerne le covoiturage, il est fortement incité par l'État luxembourgeois, qui y voit un moyen de désengorger le réseau routier grand-ducal, saturé tout au long de la journée et où le taux d'occupation d'une voiture est, selon l'étude Luxmobil menée en 2017, de 1,2 personne soit selon le gouvernement, « 250 000 sièges vides qui entrent chaque jour dans l’agglomération de Luxembourg-Ville ». Une plateforme nationale de covoiturage nommée « Copilote » a ainsi été lancée en mai 2018, et des projets d'infrastructures dédiées comme des voies réservées sur les autoroutes ou des places de parkings réservées au covoiturage, sont à l'étude.

### Cyclisme

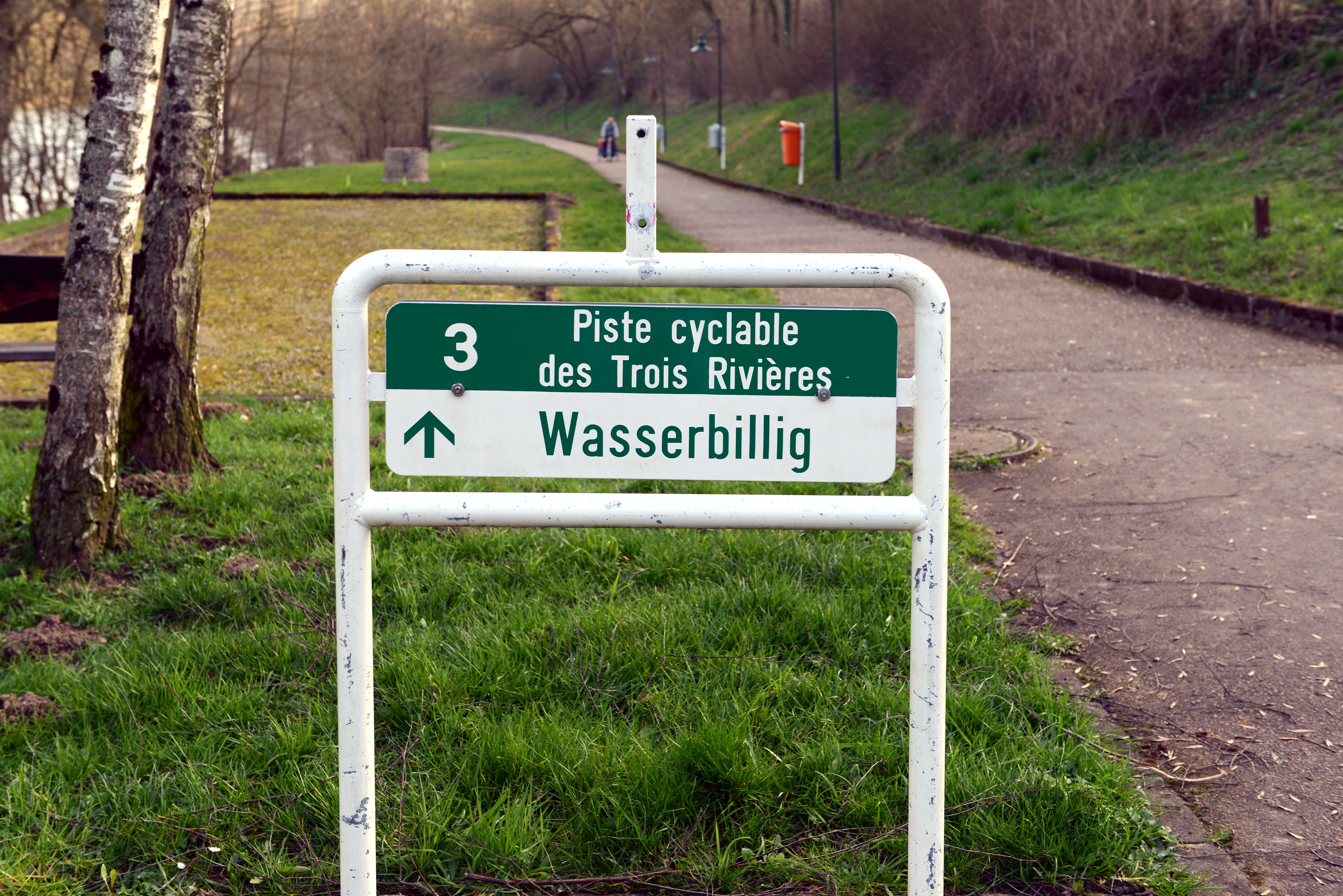
Un panneau de la véloroute PC3 dite « des Trois Rivières ».

Le Luxembourg dispose depuis l'entrée en vigueur de la loi du 6 juillet 1999 d'un réseau national de 23 véloroutes (PC1 à PC23) comptant actuellement près de 600 km de pistes sur les 950 km prévues par la loi, dont certaines ont été construites à la place d'anciennes lignes de chemin de fer,. Le réseau national est construit selon des règles uniformes et est interconnecté avec les réseaux cyclables communaux.
Depuis les années 2000, plusieurs systèmes de vélos en libre-service ont vu le jour à travers le pays. Le Grand-Duché en compte deux en activité depuis 2021 : Vel'oH! à Luxembourg et ses environs et Vël'Ok dans le canton d'Esch-sur-Alzette.
Un projet d'autoroute à vélos est à l'étude entre Luxembourg et Esch-sur-Alzette, le long de l'autoroute A4 et du futur tramway express qui reliera ces deux villes à l'horizon 2035.

## Transport par conduites
En 2007, le Luxembourg comptait 155 km de gazoducs, reliés à l'Allemagne, la Belgique et la France, et importe essentiellement du gaz en provenance de Russie et de Norvège,.

## Transport fluvial

### Ports et voies navigables

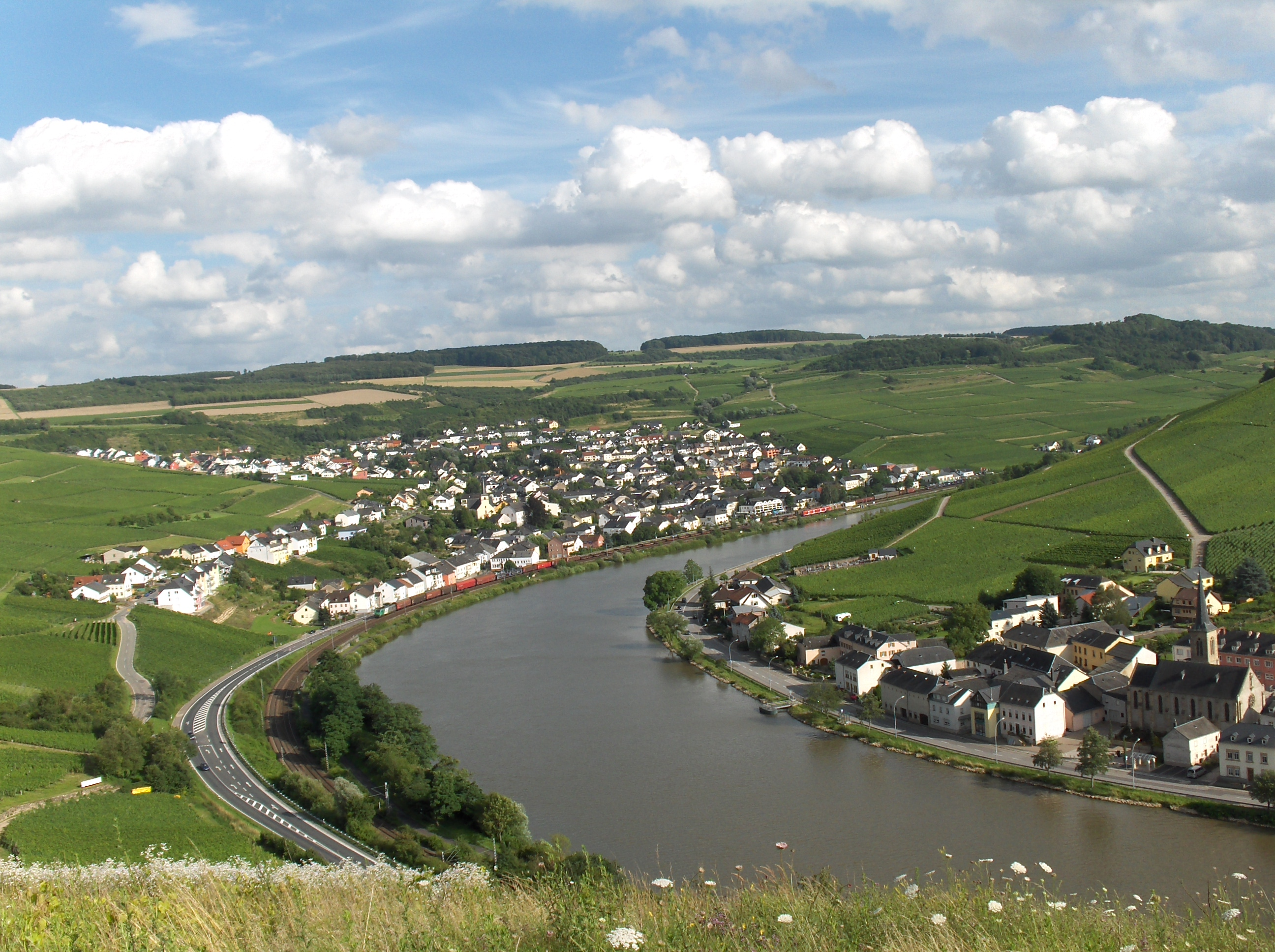
La Moselle, ici vue sur Machtum (Luxembourg) et Nittel (Allemagne).

Le Luxembourg ne compte qu'une voie navigable, la Moselle et ce sur 37 km, la rivière forme la frontière entre l'Allemagne et le Luxembourg. Le pays ne compte qu'un seul port fluvial, celui de Mertert, ouvert en 1964, qui transborda 1,6 million de tonnes de marchandises en 2001. En été, des bateaux assurent des liaisons touristiques.

### Marine marchande
En dépit du fait que le pays ne soit pas relié à aucun océan ou mer, le grand-duché dispose, en 2012, d'une marine marchande de 103 navires de 1 000 tonneaux ou plus - jauge brute, totalisant 1 507 258 tonneaux (ou 2 118 597 tonneaux de jauge nette), pour un total de 243 navires, fret et passagers, battant le pavillon luxembourgeois.
Le pavillon luxembourgeois est géré par le Commissariat aux Affaires Maritimes.

## Transport aérien

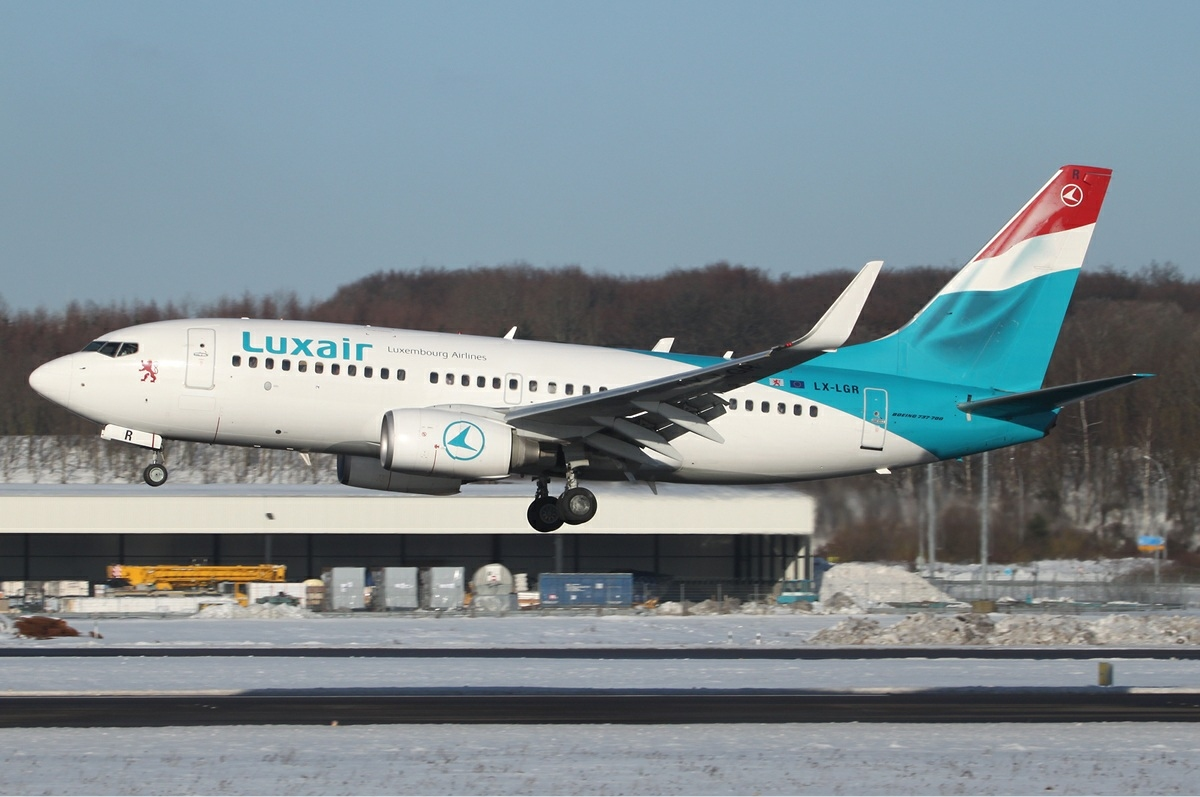
Un Boeing 737-700 de Luxair.

Note : Le code entre parenthèses est le code OACI.
Le grand-duché de Luxembourg ne possède qu'un seul aéroport international accueillant des vols commerciaux, l'aéroport de Luxembourg-Findel (ELLX). 
Il possède en outre deux aérodromes en activité :
- l'aérodrome de Noertrange (ELNT) ;
- l'aérodrome d'Useldange (ELUS).

Le pays dispose de cinq héliports, tous liés aux centres hospitaliers du pays.
Le pays dispose d'une compagnie aérienne nationale, Luxair, créée en 1961, et dont 42 % du capital est détenu par l'État. Elle possède une filiale destinée au transport de fret, Cargolux.